# بحيرة لاتشر

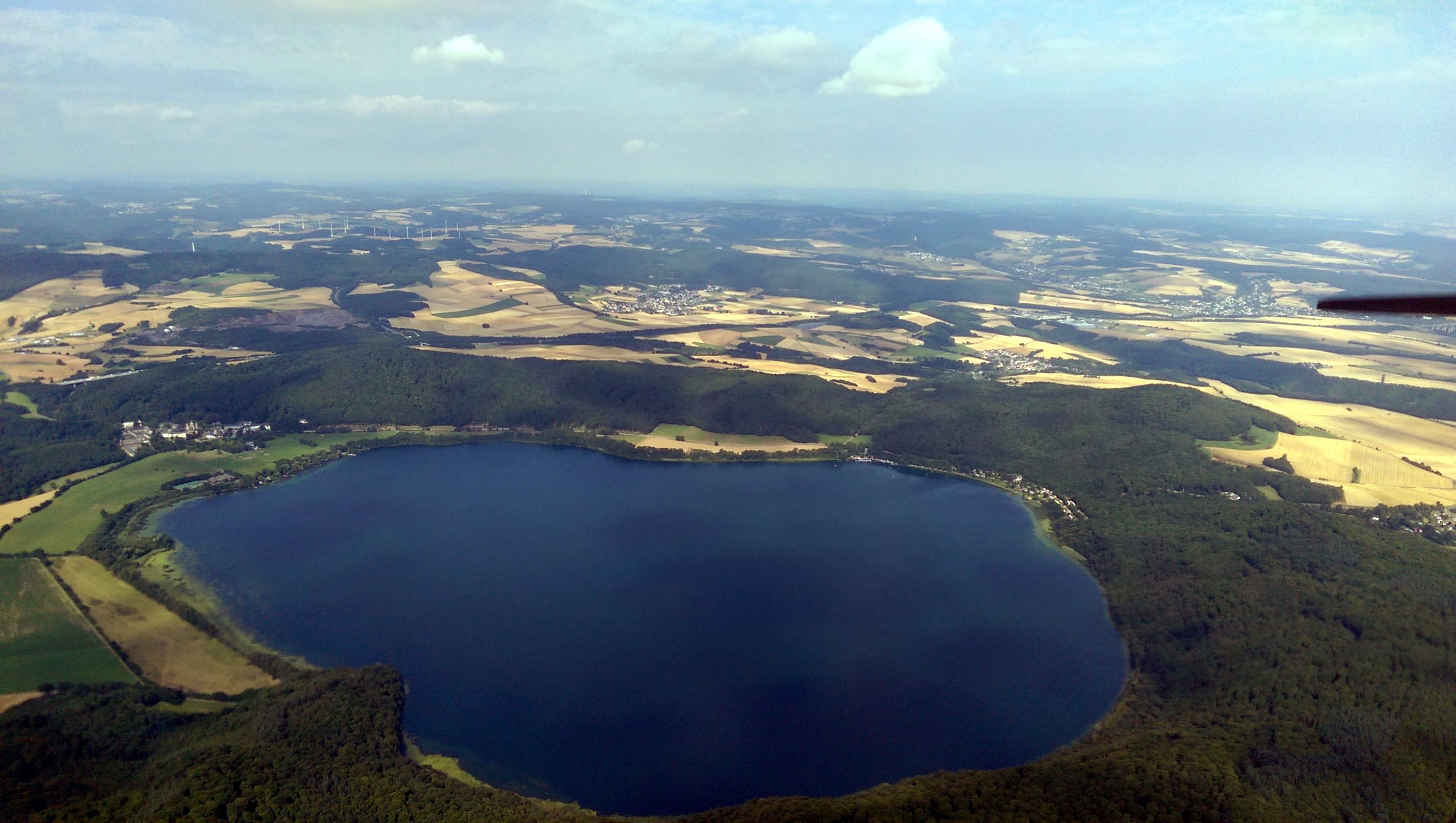
بحيرة لاش

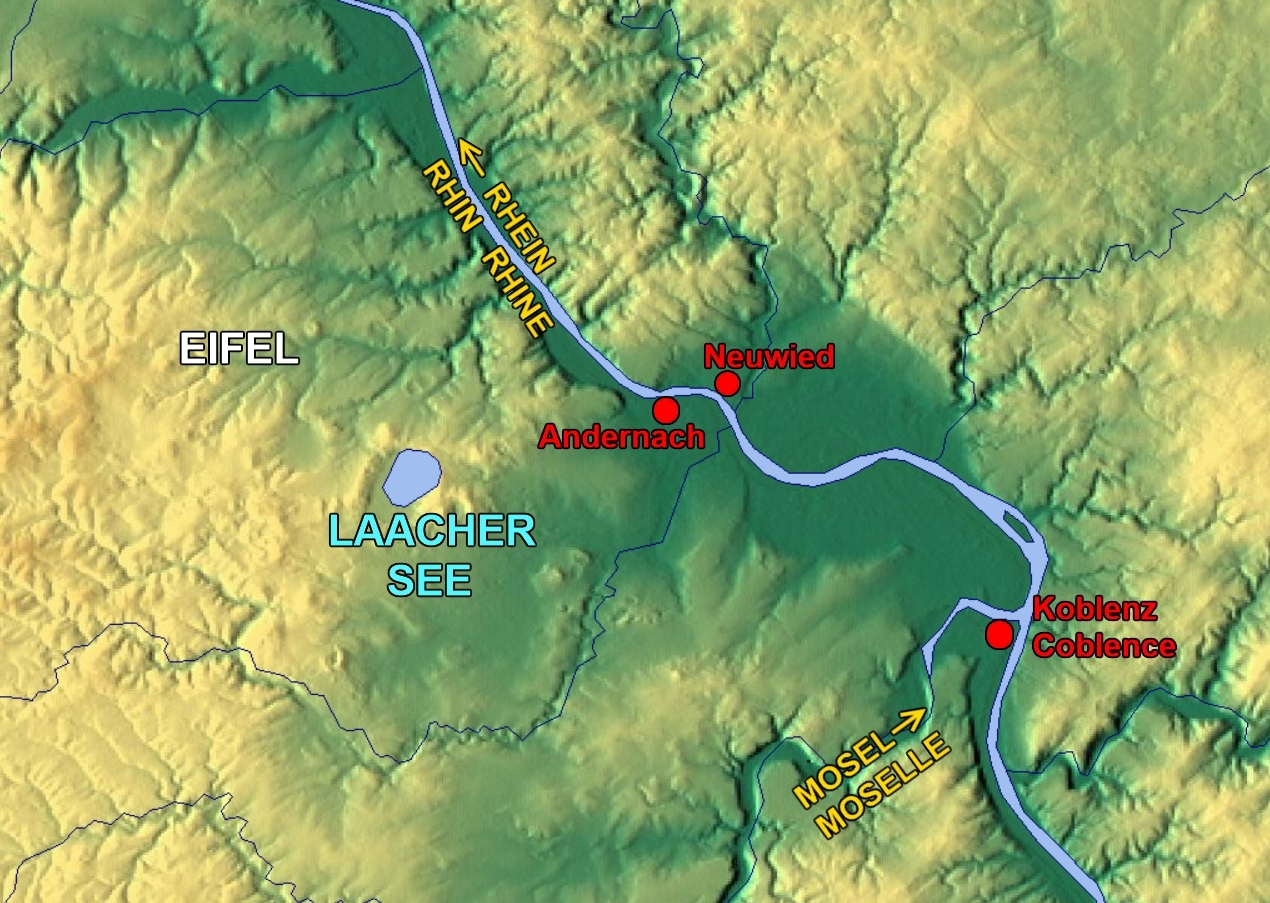
الموقع الجغرافي لبحيرة لاشير سي

بحيرة لاتشر (تُلفظ بالألمانية: [ˈlaːxɐ ˈzeː])، وتعرف أيضاً باسم بحيرة لاش، هي بحيرة فوهية بركانية قطرها 2 كـم (1.2 ميل) تقع في راينلند بالاتينات، ألمانيا، على بعد 24 كـم (15 ميل) إلى الشمال الغربي من كوبلنتس، و37 كـم (23 ميل) جنوب بون، و8 كـم (5.0 ميل) غرب آندرناخ. تقع البحيرة البركانية في سلسلة جبال أيفل (ألمانيا)، وهي جزء من الحقل البركاني شرقي إيفل ضمن بركان إيفل. تشكلت البحيرة عن حدوث انفجار بركان بليني قبل نحو 13,000 عام، حيث كانت شدة الانفجار على مؤشر التفجر البركاني 6 وهو نفس مقياس انفجار جبل بيناتوبو.

## الوصف
البحيرة بيضاوية الشكل وتحيط بها ضفاف عالية. استخرجت من المنطقة الحمم البركانية التي استخدمت للرحى من العصر الروماني واستمر ذلك حتى استخدمت البكرات الحديدية لطحن الحبوب.
يقع دير ماريا لاش (الرهبنة البندكتية) على الجانب الغربي من البحيرة، وقد أسسه هنري الثاني من لاش من آل لوكسمبورغ عام 1093، حيث كانت قلعته مقابلة للدير شرقاً.[بحاجة لمصدر]
لا يوجد للبحيرة منفذ طبيعي، ولكن جُفّفت بواسطة نفق حُفر قبل عام 1170 وأغيد بناؤها عدة مرات منذ ذلك الحين. سميت على اسم فولبرت، رئيس الدير من 1152 حتى 1177 الذي يعتقد بأنه أعاد البناء.[بحاجة لمصدر]

## ثوران البركان
يمكن تتبع النشاط البركاني في ألمانيا منذ ملايين السنين، ويرتبط ذلك بتطوّر الصدع الأوروبي الذي نتج عن الاصطدام بين الصفيحة الإفريقية والصفيحة الأوراسية، لكن هذا النشاط البركاني تركز في شكل رشقات نارية مرتبطة بتحميل وتفريغ الجليد أثناء الفترات الجليدية.
أدت الانفجارات الأولية لبركان لاتشر، التي وقعت في أواخر الربيع أو أوائل الصيف، إلى تسوية الأشجار بالأرض إلى مسافة أربعة كيلو مترات. شقّت الصهارة طريقاً إلى السطح واستمرت مشتعلة لمدة عشر ساعات تقريباً، وربما تكون وصلت بالقذف إلى ارتفاع 35 كيلومتراً. استمر النشاط البركاني لعدة أسابيع، ما أدى إلى حدوث تدفق بركاني فتاتي حيث عطت التفرا الوديان حتى مسافة عشرة كيلومترات. قرب فوهة البركان، يصل سمك الرواسب إلى أكثر من خمسين متراً، وتجد الرواسب بسمك يزيد عن خمسين متراً على بعد خمسة كيلومترات. قضى الانفجار البركاني على الحياة النياتية والحيوانية إلى مسافة تمتد لنحو ستين كيلومتراً إلى الشمال الشرقي وإلى إربعين متراً إلى الجنوب الشرقي.
تقدر كمية الصهارة التي قذفها البركان بنحو 6 كـم3 (1.4 ميل3)  أنتجت نحو 16 كـم3 (3.8 ميل3) من التفرا. بلغ مؤشر التفجر البركاني لهذا الثوران الضخم 6 درجات.
تسببت رواسب التيفرا الناتجة عن الانفجار البركاني بتصدعات في سد نهر الراين، ما أدى لتكوّن بحيرة مساحتها 140 كـم2 (50 ميل2). عندما انشق السدّ، اجتاحت الفيضانات المنطقة في اتجاه مجرى النهر، تاركةً رواسب امتدت لمناطق بعيدة مثل بون. حُدّدت التداعيات الناجمة عن النشاط البركاني ضمن مساحة تزيد عن 300,000 كيلومتر مربع، تمتد من وسط فرنسا إلى شمال إيطاليا، ومن جنوب السويد إلى بولندا، ودراستها مهمة لتحديد الارتباط الزمني بين الطبقات الأثرية والبيئية القديمة في جميع أرجاء المنطقة.

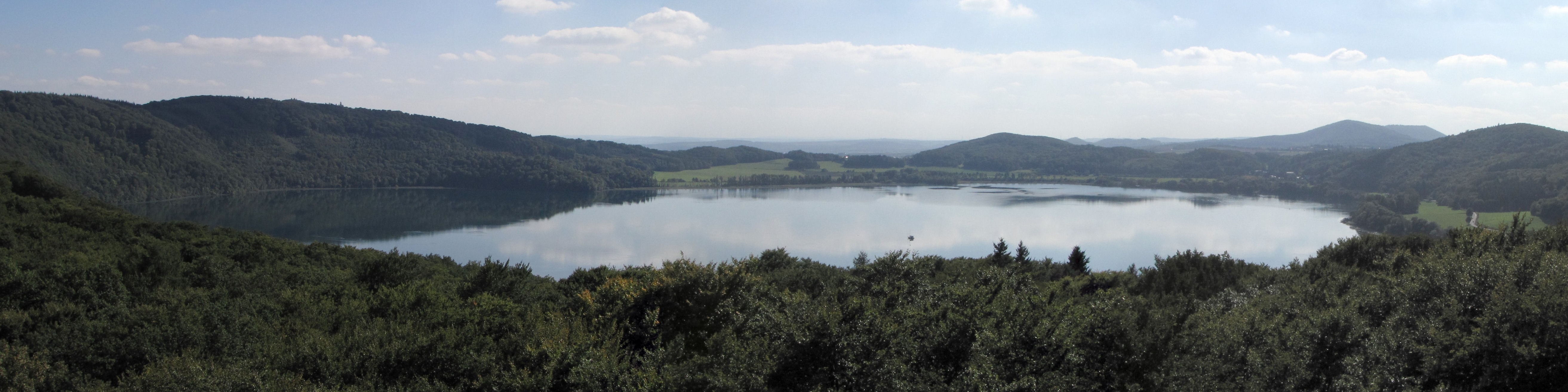
بانوراما لنهر لاتشر

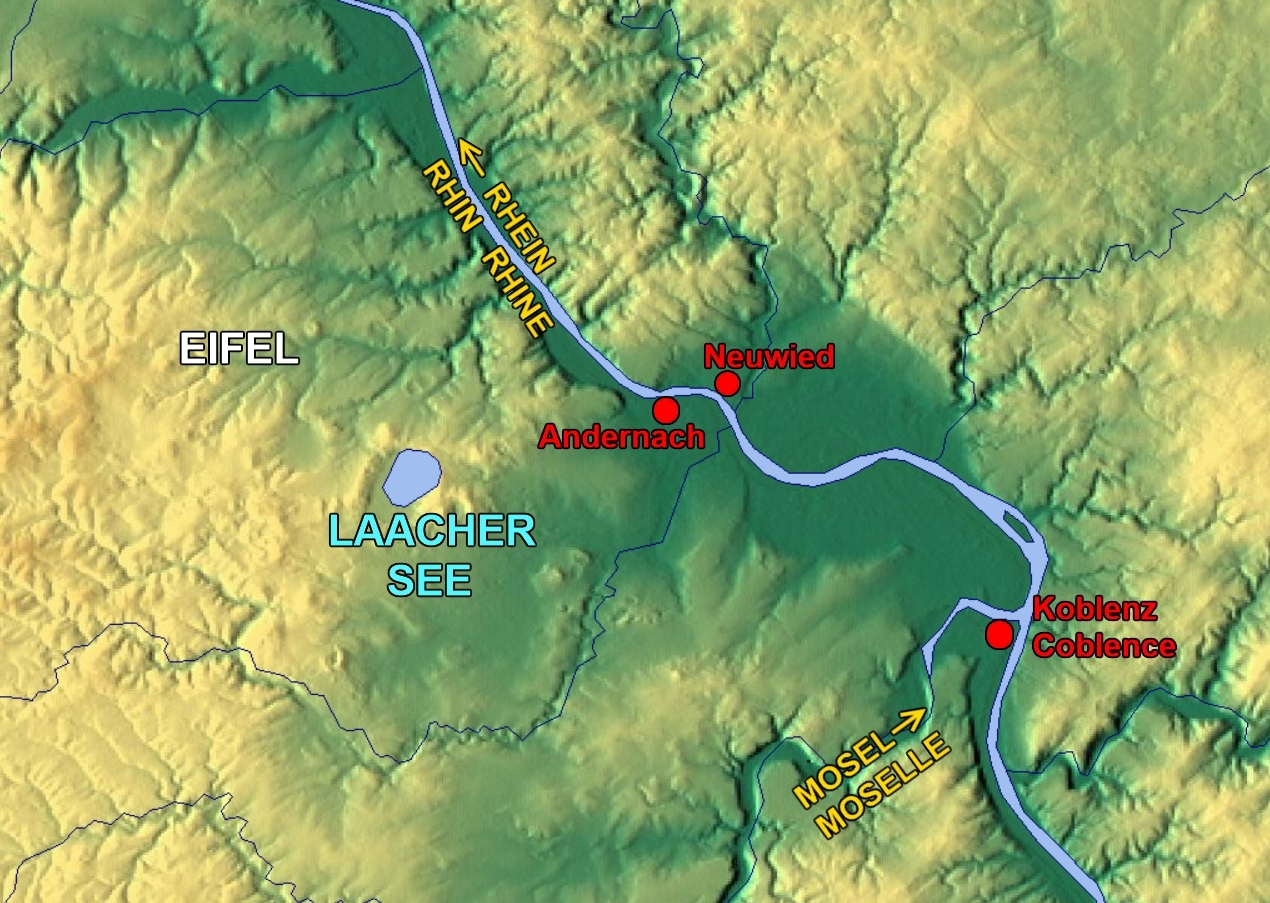
خريطة طبوغرافية للمنطقة المجاورة لنهر لاتشر

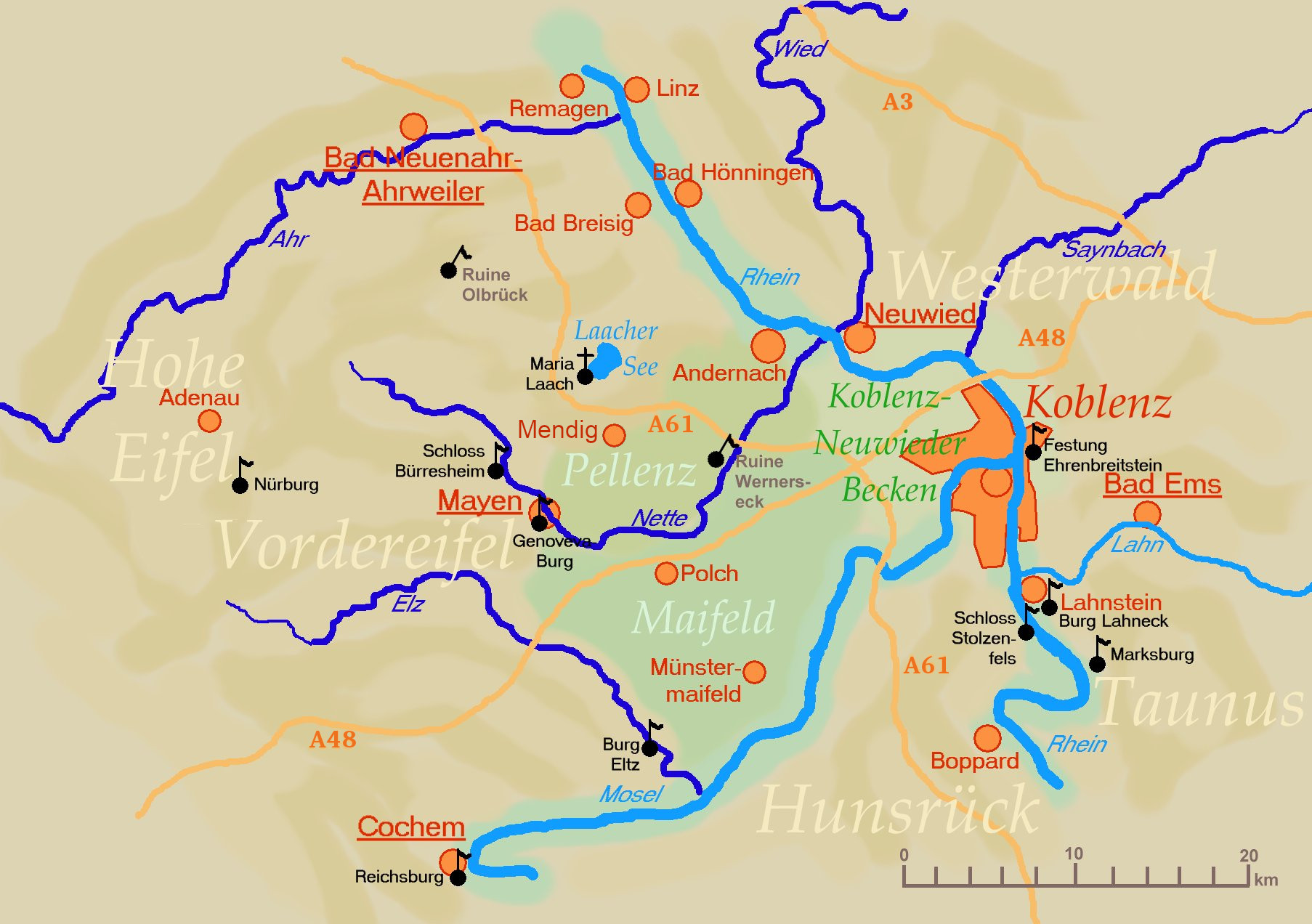
خريطة المناطق المجاورة لنهر لاتشر

## ما بعد الانفجار البركاني
كانت الآثار الأوسع للثوران محدودة، تمثلت في فصول الصيف الباردة لعدة سنوات، وما يصل إلى عقدين من الاضطرابات البيئية في ألمانيا. ومع ذلك، تعطلت حياة السكان المحليين، المعروفين باسم فيدرميسر. قبل الثوران، كان هؤلاء أناسًا موزعين يعيشون على البحث عن الطعام والصيد باستخدام الرماح والأقواس والسهام. وفقًا لعالم الآثار فيليكس ريد، يبدو أن المنطقة الأكثر تضررًا من التداعيات بعد الانفجار البركاني هي حوض تورينغيان الذي سكن فيه شعب فيدرميسر، حيث هجروه إلى حد كبير، في حين ازداد عدد السكان في جنوب غرب ألمانيا وفرنسا. ظهرت حضارتان جديدتان هما بروم في جنوب الدول الاسكندنافية وحضارة بيرستوني في شمال شرق أوروبا. كانت مهارات شعوب هذه الحضارات في صنع الأدوات أقل مستوى من مهارات شعب فيدرميسر. يعزو عالم الآثار ريد هذا للاضطراب الناجم عن بركان لاتشر.
يعتبر ثوران البركان سبباً محتمل لدرياس الأصغر، وهي فترة من البرودة العالمية قرب نهاية العصر الجليدي الأخير والتي بدت متزامنة مع زمن ثوران لاتشر. لكن أظهرت دراسات أحدث لبداية درياس الأصغر في أوروبا، نشرت عام 2021 إلى أن حدوث الدرياس كان بعد ثوران البركان بـ200 عام، ما يستبعده كسبب محتمل.

## وصلات خارجية
- Continuous event display of the 10 most recent registered seismic activities measured from the Laacher See
- قالب:Lakes Germany 2004
- Apokalypse im Rheintal (Cornelia Park und Hans-Ulrich Schmincke)
- Martin Hensch, etal.: Deep low-frequency earthquakes reveal ongoing magmatic recharge beneath Laacher See Volcano (Eifel, Germany). Geophys. J. Int. (2019) 216, 2025–2036 doi:10.1093/gji/ggy532
- Michael W. Förster, Frank Sirocko: Volcanic activity in the Eifel during the last 500,000 years: The ELSA-Tephra-Stack .Global and Planetary Change (2016) (PDF)